# Спиридон (озеро)
Спиридо́н (также Чирмъявр) — озеро в Ловозерском районе Мурманской области, расположенное на севере Кольского полуострова, юго-западнее озера Спасительны-Ты и восточнее Лявозера. Относится к бассейну Баренцева моря.
Площадь зеркала — 14,1 км². Высота над уровнем моря — 234,6 м. Общая длина озера с юга на север составляет около 10 км при максимальной ширине 2,4 км в центральной и северной частях.
Имеет неправильную форму, с сильно изрезанной береговой линией. Впадает несколько ручьёв без названия. На северо-востоке протокой соединяется с озером Спасительны-Ты. Имеется несколько островов, разбросанных по разным частям озера. На берегах — холмы высотой до 323,6 м (гора Илья-Мыльк на севере). Берега покрыты тундровой, лесотундровой и болотной растительностью.
Код водного объекта в государственном водном реестре — 02010000911101000004659.